# Mars-sous-Bourcq
Mars-sous-Bourcq è un comune francese di 53 abitanti situato nel dipartimento delle Ardenne nella regione del Grand Est.

## Società

### Evoluzione demografica
Abitanti censiti